# Pekings tunnelbana

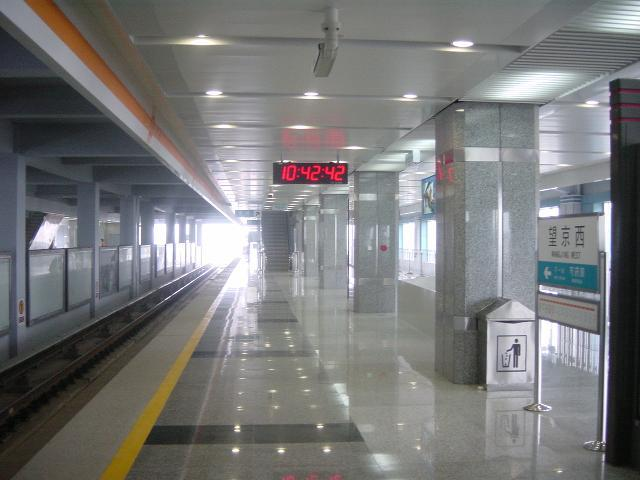
Stationen Wangjingxi som servar linje 13 och 15.

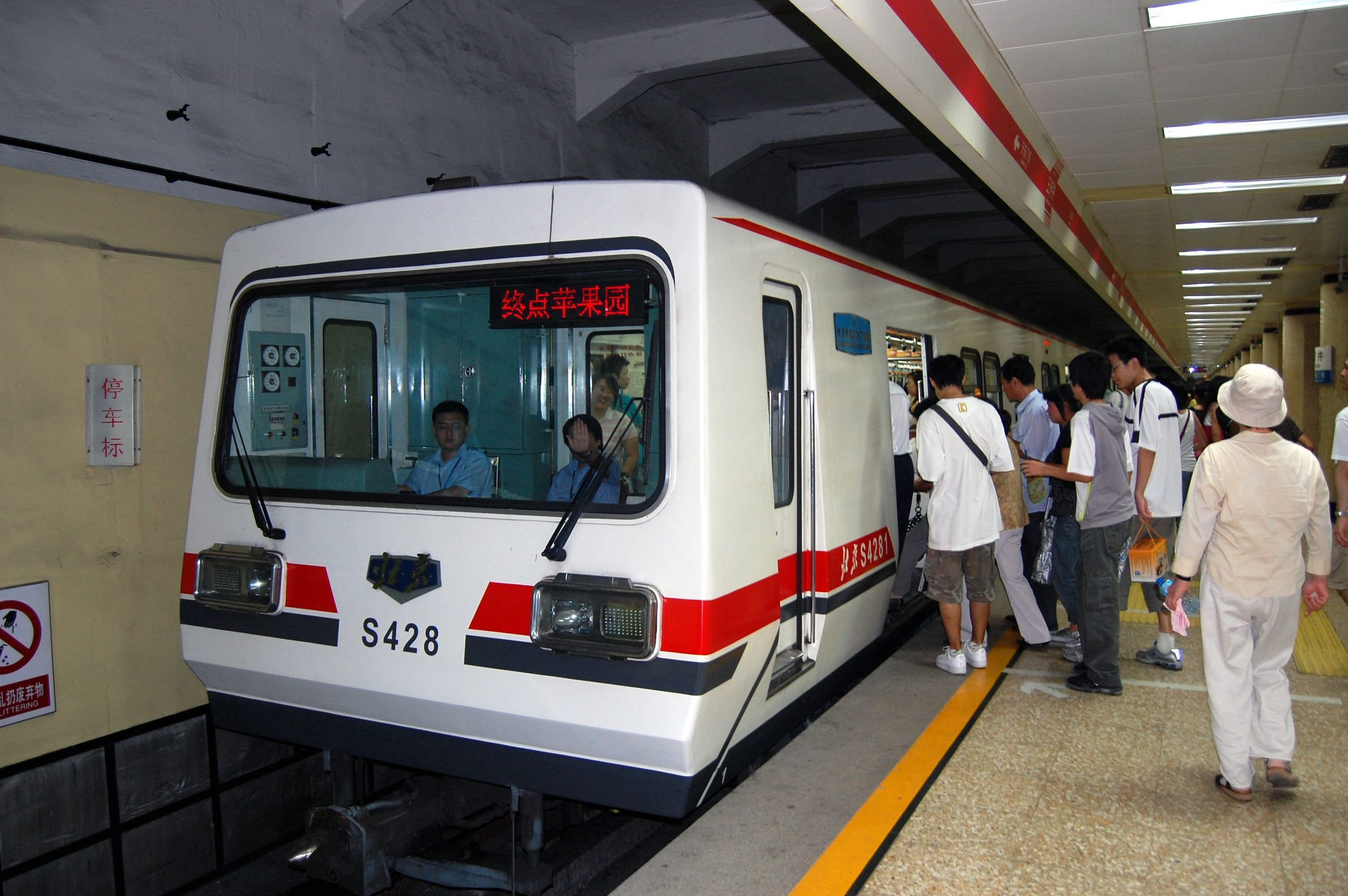
Stationen Wangfujing på Linje 1.

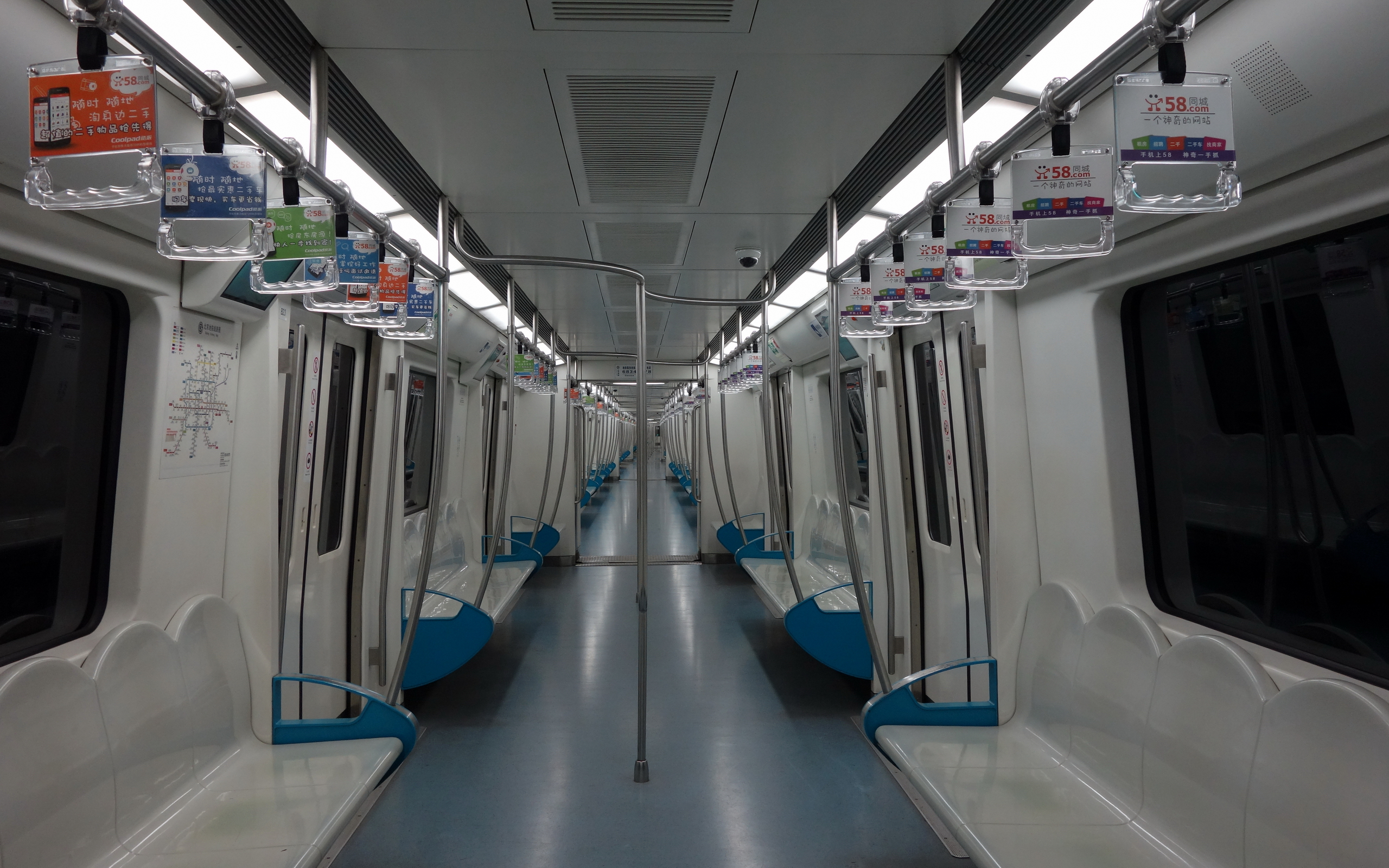
Insidan av en vagn i Linje 10.

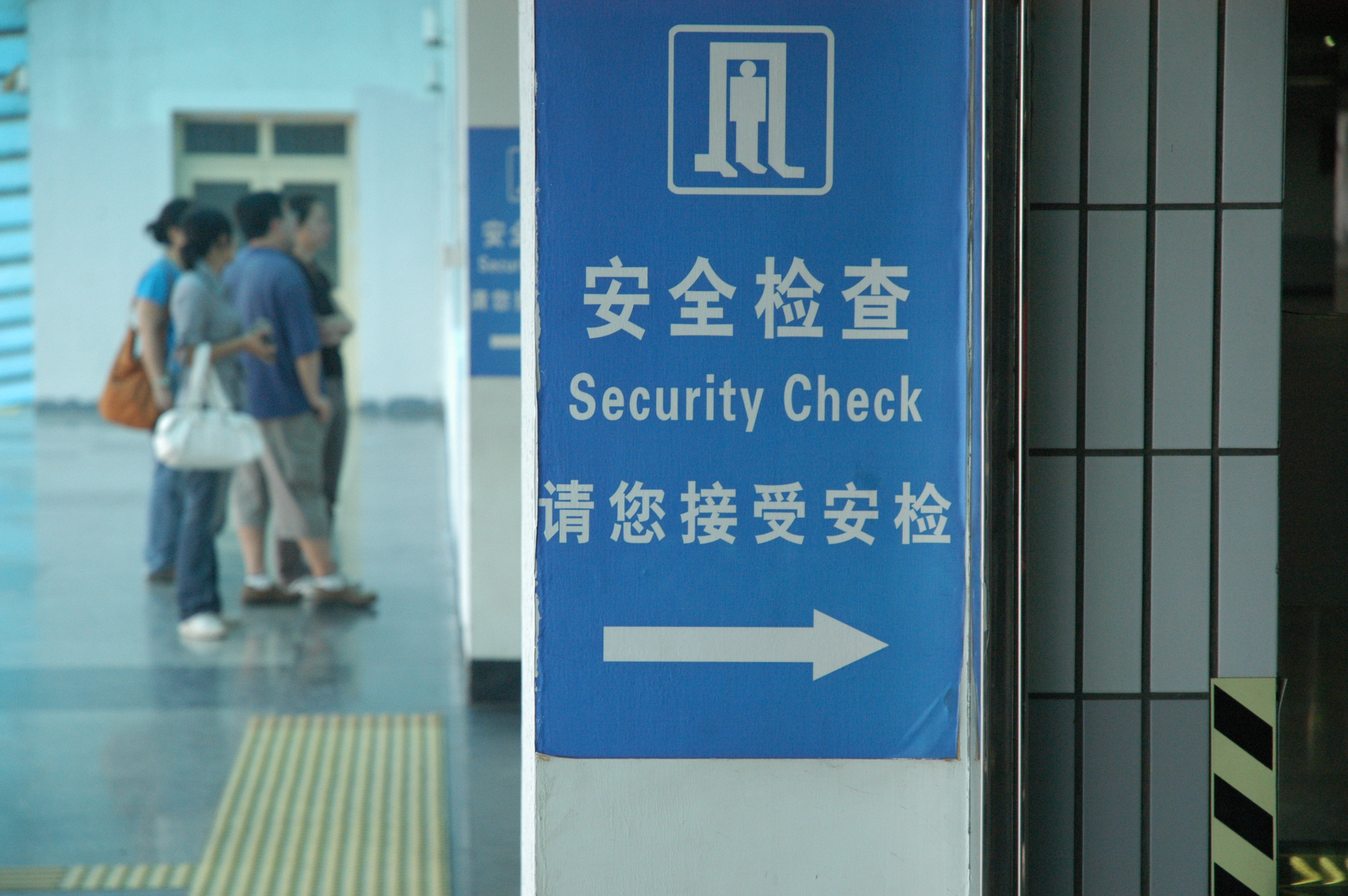
Säkerhetskontroll vid ingången till tunnelbanespärren infördes för att öka säkerheten i samband med de olympiska sommarspelen 2008 men blev därefter permanent. Samma år ersattes de traditionella pappersbiljetterna med ett elektroniskt biljettsystem.

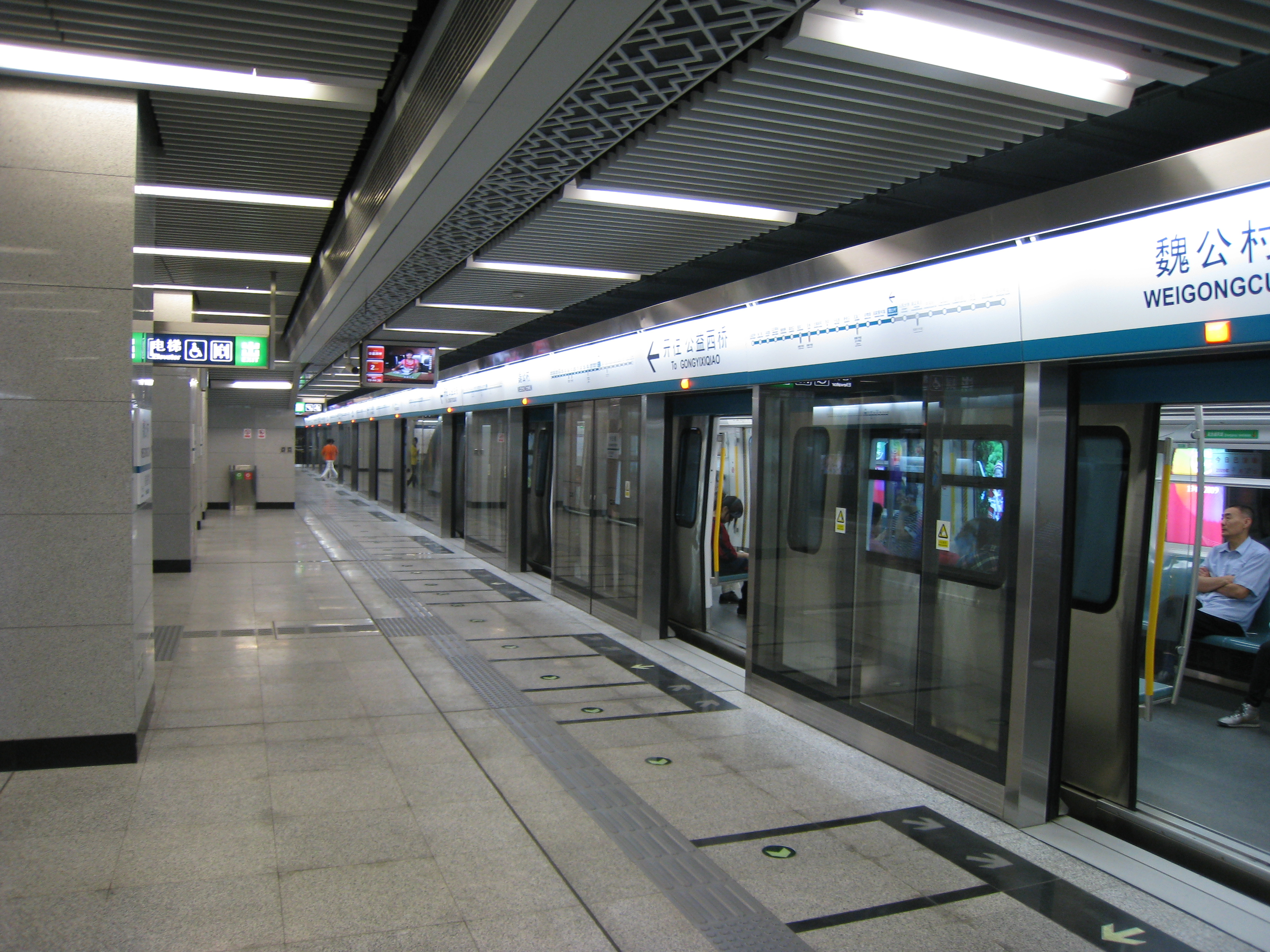
Säkerhetsvägg på stationen Weigongcun (Linje 4), som öppnades 28 september 2009. Alla stationer öppnade efter år 2006 har säkerhetsväggar för att hindra folk från att gå ner på spåret.

Utbyggnaden av Pekings tunnelbana från 1969 till 2013

Pekings tunnelbana (北京地铁; Běijīng dìtiě) betjänar den kinesiska huvudstaden Peking, och är den fjärde äldsta asiatiska tunnelbanan (exklusive Kaukasus) efter de japanska tunnelbanorna i Tokyo (öppnad 1927), Osaka (öppnad 1933) och Nagoya (öppnad 1957), och numera världens allra mest trafikerade tunnelbana med mer än tio miljoner resande per dag och totalt omkring 3,8 miljarder per år. Tunnelbanan började att planeras 1953 med Moskvas tunnelbana som förebild, hade byggstart den 1 juli 1965 och invigdes på tjugoårsminnet av grundandet av Folkrepubliken Kina den 1 oktober 1969, men först strax före och efter de olympiska sommarspelen 2008 började den drastiska utbyggnaden av tunnelbanan, som för tillfället (2023) är den näst största (till banlängden), efter Shanghais tunnelbana som år 2010 växte om Londons tunnelbana som den största, med en total banlängd av 786 km, cirka 15 km mindre än Shanghais tunnelbana, fördelad över 22 linjer (exklusive två light rail-linjer) och en maglevtåglinje (Linje S1).
Ett kontroversiellt inslag i tunnelbaneprojektet, som godkändes 4 februari 1965 av Mao Zedong, var förslaget att riva Pekings stadsmur, för att ge plats för blivande ringlinje 2, som dock godtogs av Mao som hellre föredrog att riva stadsmuren än att riva bostadshus.

## Biljettpriser
Prissättningen på biljetterna avgörs av färdsträckan, utom på flygplatslinjerna:
- 3 yuan (¥) för resor upp till 6 km.
- 4 yuan för resor 6–12 km.
- 5 yuan för resor 12–22 km.
- 6 yuan för resor 22–32 km.
- För resa över 32 km ytterligare 2 yuan för varje ytterligare 20 km.

Sedan 20 januari 2019 kan biljetter för resa på fri färdsträcka köpas, för följande priser:
- Biljett för en dag: 20 yuan.
- Biljett för två dagar: 30 yuan.
- Biljett för tre dagar: 40 yuan.
- Biljett för fem dagar: 70 yuan.
- Biljett för sju dagar: 90 yuan

På linjen Capital Airport Express är biljettpriset alltid 25 yuan per tur.
På linjen Daxing Airport Express är biljettpriset mellan 10 och 35 yuan för "ordinary class", beroende på färdsträcka, och för "business class" alltid 50 yuan per tur.
Barn under 130 centimeter långa reser gratis i sällskap med en betalande vuxen. Pensionärer (som fyllt 65 år), funktionshindrade, tjänstemän inom militär och Folkets beväpnade polis reser också gratis.

## Linjer
|         | Linje                   | Sträcka                                                                             | Öppnad                                                 | Senast utbyggd     | Längd (km) | Antal stationer |
| ------- | ----------------------- | ----------------------------------------------------------------------------------- | ------------------------------------------------------ | ------------------ | ---------- | --------------- |
|         | Linje 1                 | Gucheng ↔ Huanqiu Dujiaqu (Universal Resort)                                        | 1 oktober 1969                                         | 26 augusti 2021    | 50,9       | 36              |
|         | Linje 2                 | Ringlinje: Fuxingmen ↔ Xizhimen ↔ Dongzhimen ↔ Jianguomen ↔ Fuxingmen               | 1 oktober 1969                                         | 28 december 1987   | 23,1       | 18              |
|         | Linje 4                 | Anheqiaobei ↔ Tiangongyuan                                                          | 28 september 2009                                      | 30 december 2010   | 49,4       | 35              |
|         | Linje 5                 | Tiantongyuanbei ↔ Songjiazhuang                                                     | 7 oktober 2007                                         | ingen utbyggnad    | 27,6       | 23              |
|         | Linje 6                 | Jin'anqiao ↔ Lucheng                                                                | 30 december 2012                                       | 30 december 2018   | 53,4       | 33              |
|         | Linje 7                 | Pekings västra järnvägsstation ↔ Huanqiu Dujiaqu (Universal Resort)                 | 28 december 2014                                       | 26 augusti 2021    | 40,3       | 30              |
|         | Linje 8                 | Zhuxinzhuang ↔ Yinghai                                                              | 19 juli 2008                                           | 31 december 2021   | 49,5       | 35              |
|         | Linje 9                 | Nationalbiblioteket ↔ Guogongzhuang                                                 | 31 december 2011                                       | 30 december 2012   | 16,5       | 13              |
|         | Linje 10                | Ringlinje: Bagou ↔ Xiju ↔ Guomao (China World Trade Center) ↔ Beitucheng ↔ Bagou    | 19 juli 2008                                           | 5 maj 2013         | 57,1       | 45              |
|         | Linje 11                | Jin'anqiao ↔ Xinshougang                                                            | 31 december 2021                                       | ?                  | 1,54       | 3               |
|         | Linje 13                | Xizhimen ↔ Dongzhimen                                                               | 28 september 2002 (etapp I) 28 januari 2003 (etapp II) | ingen ny utbyggnad | 40,85      | 17              |
|         | Linje 14                | Zhangguozhuang ↔ Shangezhuang                                                       | 5 maj 2013                                             | 31 december 2021   | 47,3       | 36              |
|         | Linje 15                | Qinghua Donglu Xikou ↔ Fengbo                                                       | 30 december 2010                                       | 28 december 2014   | 41,4       | 20              |
|         | Linje 16                | Beianhe ↔ Yushuzhuang (planerad förlängning till Wanpingcheng.[uppföljning saknas]) | 31 december 2016                                       | 31 december 2022   | 45,7       | 25              |
|         | Linje 17                | Shiliihe ↔ Jiahuihu                                                                 | 31 december 2021                                       | ?                  | 16,5       | 7               |
|         | Linje 19                | Mudanyuan ↔ Xingong                                                                 | 31 december 2021                                       | ?                  | 22,4       | 10              |
|         | Changpinglinjen         | Changping Xishankou ↔ Xitucheng                                                     | 30 december 2010                                       | 4 februari 2023    | 43,2       | 18              |
|         | Fangshanlinjen          | Dongguantounan ↔ Yancundong                                                         | 30 december 2010                                       | 31 december 2020   | 31,8       | 16              |
|         | Yanfanglinjen           | Yancundong ↔ Yanshan                                                                | 30 december 2017                                       | ingen utbyggnad    | 14,4       | 9               |
|         | Yizhuanglinjen          | Songjiazhuang ↔ Yizhuang station                                                    | 30 december 2010                                       | 30 december 2018   | 23,23      | 14              |
|         | Capital Airport Express | Beixinqiao ↔ Beijing Capital International Airport, Terminal 3/Terminal 2           | 19 juli 2008                                           | 31 december 2021   | 29,9       | 5               |
|         | Daxing Airport Express  | Caoqiao ↔ Daxing Airport                                                            | 26 september 2019                                      | ?                  | 41,36      | 3               |
|         | Linje S1 (maglev)       | Shichang ↔ Pingguoyuan                                                              | 30 december 2017                                       | 31 december 2021   | 10,2       | 8               |
| Totalt: | Totalt:                 | Totalt:                                                                             | Totalt:                                                | Totalt:            | 786        | 369             |

### Planerade linjer
1. Linje 12, Ny linje från Sijiqingqiao till Jiuxianqiao Electronics City.[6][7]
2. Linje 3, Fas I från Dongsi Shitiao och 12 nya stationer till Caogezhuangbei.[6][7]